# Casa Blanca (Nuovo Messico)
Casa Blanca è una comunità non incorporata degli Stati Uniti d'America della contea di Cibola nello Stato del Nuovo Messico. Casa Blanca si trova sulla New Mexico State Road 23, 22,6 miglia (36,4 km) a est-sud-est di Grants. Fa parte del census-designated place di Paraje. Casa Blanca ha un ufficio postale con ZIP code 87007, aperto il 22 settembre 1905.